# Sprint (casa discografica)
La Sprint, nata in origine come Titanus, è stata una casa discografica italiana, attiva tra gli anni cinquanta e sessanta.

## Storia
L'etichetta venne fondata dal produttore cinematografico Goffredo Lombardo, figlio di Gustavo Lombardo, fondatore della casa di produzione Titanus, e dell'attrice Leda Gys; la prima denominazione della casa discografica fu la stessa della casa cinematografica.
La distribuzione venne affidata alla Durium; nel 1962 Lombardo creò la denominazione Sprint, pubblicando con questa etichetta i cantanti di musica leggera e lasciando al nome Titanus solo i dischi di colonne sonore, per poi passare definitivamente al secondo nome.
L'etichetta venne in seguito ceduta da Lombardo alla Durium.
Incisero per quest'etichetta molti cantanti e musicisti: i più noti sono Nilla Pizzi, Nini Rosso, Tony Cucchiara, Fiammetta.

## Dischi
La datazione qui riportata si basa sull'etichetta del disco o sulla copertina; qualora nessuno di questi elementi abbia una datazione, è basata sulla numerazione del catalogo; talora è, infine, basata sul codice della matrice di stampa. Se esistenti, sono riportati, oltre all'anno, il mese e il giorno (quest'ultimo dato si trova, a volte, stampato sul vinile).

### 33 giri comeTitanus
| Numero di catalogo | Anno | Interprete  | Titoli            |
| ------------------ | ---- | ----------- | ----------------- |
| TMS 1001           | 1961 | Nilla Pizzi | Love in Portofino |

### 45 giri comeTitanus
| Numero di catalogo | Anno | Interprete        | Titoli                                            |
| ------------------ | ---- | ----------------- | ------------------------------------------------- |
| Tld 5001           | 1961 | Nino Rota         | Paese mio / Non mi avrai                          |
| Tld 5006           | 1961 | Nilla Pizzi       | Al di là / Il mare nel cassetto                   |
| Tld 5007           | 1961 | Nilla Pizzi       | Come sinfonia / Lady Luna                         |
| Tld 5008           | 1961 | Nilla Pizzi       | I dolci inganni / Non dimenticarmi troppo presto  |
| Tld 5009           | 1961 | Nilla Pizzi       | Uno a te, uno a me / La mia felicità              |
| Tld 5012           | 1961 | Babette           | Col pigiama e le babbucce / Mille e mille anni    |
| Tld 5013           | 1961 | Nini Rosso        | La ballata della tromba / Tempo d'estate          |
| Tld 5014           | 1961 | Piero Piccioni    | Specchio di quinta / Parole per Nicoletta         |
| Tld 5016           | 1961 | Nilla Pizzi       | Ammore senza fine / Notte 'ncantata               |
| Tld 5017           | 1961 | Giuseppe Negroni  | E' napulitana/'o suonno tene vint'anne            |
| Tld 5018           | 1961 | Nini Rosso        | Ballata della tromba/Tempo d'estate               |
| Tld 5023           | 1961 | Nilla Pizzi       | Donde estas corazon/Suspiro                       |
| Tld 5025           | 1961 | Giuseppe Negroni  | Infinitamente/Con te…nella città                  |
| Tld 5033           | 1962 | Nilla Pizzi       | Un mondo per noi/Il nostro romanzo                |
| Tld 5036           | 1962 | Goffredo Petrassi | Valzer per mandolino e chitarra/Cronaca familiare |
| Tld 5038           | 1962 | Francesco de Masi | Ti-Koyo/Magico incontro                           |
| Tld 5039           | 1963 | Pier Luigi Urbini | Veglia/Rivolta/Tarantella epica                   |
| Tld 5041           | 1963 | Nino Rota         | Valzer brillante/Quadriglia                       |
| Tld 5042           | 1963 | Nino Rota         | Valzer del commiato/Polka/Galop                   |
| Tld 5043           | 1963 | Nino Rota         | Mazurka/Controdanza                               |

### 33 giri comeSprint
Con il cambio di denominazione cambiò il prefisso (da Tl d a Spl. A, poi Spl. AI), ma la numerazione continuò in maniera sequenziale; venne poi modificata nel 1962, passando da 50xx a 55xx.
| Numero di catalogo | Anno | Interprete     | Titoli                       |
| ------------------ | ---- | -------------- | ---------------------------- |
| Spl. A 6002        | 1965 | Nini Rosso     | Nini Rosso e la sua tromba   |
| Spl. A 6004        | 1966 | Nini Rosso     | Romantico                    |
| Spl. A 6005        | 1966 | Nini Rosso     | Nini Rosso in America        |
| Spl. A 6006        | 1966 | Nini Rosso     | Buon Natale da Nini Rosso    |
| Spl. A 6007        | 1966 | Tony Cucchiara | L'amore finisce così         |
| Spl. A 6009        | 1967 | Nini Rosso     | Nini Rosso in Germania       |
| Spl. AI 6018       | 1974 | Nini Rosso     | America Latina               |
| Spl. AI 6019       | 1975 | Nini Rosso     | Nini Rosso suona Francis Lai |
| Spl. AI 6020       | 1975 | Nini Rosso     | Acquario                     |
| Spl. AI 6021       | 1976 | Nini Rosso     | Live concert at Osaka        |
| Spl. AI 6028       | 1984 | Nini Rosso     | Magic Motions                |

### 45 giri comeSprint
Con il cambio di denominazione cambiò il prefisso (da Tl d a Sp A), ma la numerazione continuò in maniera sequenziale; venne poi modificata nel 1962, passando da 50xx a 55xx
| Numero di catalogo | Anno              | Interprete                                          | Titoli                                              |
| ------------------ | ----------------- | --------------------------------------------------- | --------------------------------------------------- |
| Sp A 5031          | 1961              | Nini Rosso                                          | Evelyne/Quel vagabondo                              |
| Sp A 5032          | 1961              | Tony Cucchiara                                      | La panchina più lunga del mondo/Asciugati gli occhi |
| Sp A 5033          | 1962              | Nilla Pizzi                                         | Un mondo per noi/Il nostro romanzo                  |
| Sp A 5502          | 24 settembre 1962 | Tony Cucchiara                                      | La panchina più lunga del mondo/Asciugati gli occhi |
| Sp A 5503          | 1962              | Nini Rosso                                          | Concerto disperato/I verdi anni                     |
| Sp A 5507          | 1963              | Nini Rosso (sul lato A)/Tony Cucchiara (sul lato B) | Vicolo dell'amore, 43/Cantu d'amuri                 |
| Sp A 5508          | 1963              | Tony Cucchiara                                      | La smania addosso/L'amuri                           |
| Sp A 5509          | 1963              | Nini Rosso                                          | Clown/I musicanti                                   |
| Sp A 5511          | 1963              | Nini Rosso                                          | I ragazzi del jazz/La domenica                      |
| Sp A 5514          | 1963              | Tony Cucchiara                                      | Ora/Baci salati                                     |
| Sp A 5515          | 5 giugno 1963     | Nini Rosso                                          | Bum bum/Trumpet tamuré                              |
| Sp A 5519          | 1963              | Fiammetta                                           | È facile/Amore con due erre                         |
| Sp A 5520          | 1964              | Tony Cucchiara                                      | L'amuri/Una ventata di fortuna                      |
| Sp A 5524          | 1964              | Lyda Ralli                                          | Una notte così/Ogni sera alle 9                     |
| Sp A 5528          | 1964              | Umberto Tucci ed il suo complesso caratteristico    | Quadriglia paesana/Danza dei burattini              |
| Sp A 5535          | 1964              | Tony Cucchiara                                      | Il bacio urgente/Non dimenticare mai                |
| Sp A 5542          | 1964              | Fiammetta                                           | Luna in bikini/Mi chiama con tre fischi             |
| Sp A 5543          | 1964              | Nini Rosso                                          | Nord e sud/Via Caracciolo                           |
| Sp A 5544          | 1964              | Nini Rosso                                          | Il silenzio/Via Caracciolo                          |
| Sp A 5547          | 1964              | Tony Cucchiara                                      | E' difficile/Vaiu nni l'America                     |
| Sp A 5549          | 1964              | Tony Cucchiara                                      | Gioia mia/Aiutami a dimenticarti                    |
| Sp A 5551          | 1965              | Nini Rosso                                          | Starlight melody (Il ponte di Waterloo)/Nostalgia   |
| Sp A 5552          | 1965              | Nini Rosso                                          | Tamourè/Sinfonia                                    |
| Sp A 5554          | 1966              | Tony Cucchiara                                      | Se vuoi andare vai/Il nostro amore                  |
| Sp A 5555          | 1966              | Nini Rosso                                          | Concerto per un addio/Canto armeno                  |
| Sp A 5556          | 1966              | Nini Rosso                                          | Al mio amore/Quel vagabondo                         |
| Sp A 5557          | 1966              | Nini Rosso                                          | La ballata dello Yankee/Serenata maledetta          |
| Sp A 5558          | 1966              | Tony Cucchiara                                      | È l'amore/Amico mio                                 |
| Sp A 5559          | 1966              | Nini Rosso                                          | Stille nacht, heilige nacht/Ave Maria               |
| Sp A 5561          | 1966              | Nini Rosso                                          | La montanara/Salute a te! (Salute to Munich)        |